# 久保恵美子
久保 恵美子（くぼ えみこ、1966年12月28日 - ）は、日本の元女子サッカー選手。元サッカー日本女子代表で、代表最年少出場記録を持つ。現在の姓は「畑中」、サッカー選手の畑中美友香は娘。

## 来歴
小学校6年生の時に学校の先生から「何かで日本一を目指そう！」と呼びかけられたことがきっかけで、同学年の女子とともに「ゴールデンガールズ」というサッカーチームを立ち上げた。サッカーを選んだ理由は大人数でプレーできることと、身長差がそれほど問題にならないことであった。すぐに地元の女子チームと試合を行ったが大敗してしまい、その悔しさから日々練習を積み重ねた。
中学1年生になり高槻女子FCを立ち上げて第1回全日本女子サッカー選手権大会に出場、準優勝した。高校時代は西山高クラブでプレー。卒業後に高槻女子FCへ復帰、全日本女子選手権優勝を果たした。23歳の時に結婚し現役を引退した。
サッカー日本女子代表では、高槻女子FC在籍時の1981年9月6日、ポートピア'81国際女子サッカーのイングランド代表との試合でデビューした。試合は0-4で敗れた。この試合で達成した14歳と262日での出場は日本女子代表における国際Aマッチ最年少出場記録である。その後、1984年10月の中国遠征でも日本代表に選出され、全3試合に出場した。日本代表での出場は、通算でこの4試合に出場した。国際Aマッチ以外も含めた日本代表での通算成績は10試合2得点。

## 代表歴
- 1981年9月6日 - A代表初出場 - イングランド戦

### 試合数
- 国際Aマッチ 4試合（1981-1984）

| 日本代表 | 国際Aマッチ | 国際Aマッチ |
| 年       | 出場        | 得点        |
| -------- | ----------- | ----------- |
| 1981     | 1           | 0           |
| 1982     | 0           | 0           |
| 1983     | 0           | 0           |
| 1984     | 3           | 0           |
| 通算     | 4           | 0           |

### 出場
| # | 開催日         | 開催地 | 会場               | 相手           | 結果 | 監督     | 大会          |
| - | -------------- | ------ | ------------------ | -------------- | ---- | -------- | ------------- |
| 1 | 1981年09月06日 | 兵庫県 | 神戸市立中央球技場 | イングランド   | ●0-4 | 市原聖曠 | ポートピア'81 |
| 2 | 1984年10月17日 | 西安   |                    | イタリア       | ●0-6 | 折井孝男 | 西安招待      |
| 3 | 1984年10月22日 | 西安   |                    | オーストラリア | ●2-6 | 折井孝男 | 西安招待      |
| 4 | 1984年10月24日 | 西安   |                    | イタリア       | ●1-5 | 折井孝男 | 西安招待      |